# Frank Chambliss Johnson
Pour les articles homonymes, voir Chambliss et Johnson.
 (février 2024).
Si vous disposez d'ouvrages ou d'articles de référence ou si vous connaissez des sites web de qualité traitant du thème abordé ici, merci de compléter l'article en donnant les références utiles à sa vérifiabilité et en les liant à la section « Notes et références ».
Frank Chambliss Johnson (1894-1934) était un pédiatre américain qui a donné son nom au syndrome de Stevens-Johnson, une éruption inflammatoire de la peau et des membranes muceuses.